# Archidiecezja Kumasi
Archidiecezja Kumasi – diecezja rzymskokatolicka w Ghanie. Powstała w 1932 jako wikariat apostolski. Ustanowiona diecezją w 1950 a archidiecezją w 2002.

## Biskupi diecezjalni
- Arcybiskupi metropolici
  - Abp Gabriel Justice Yaw Anokye (od 2012)
  - Abp Thomas Mensah (2008– 2012)
  - Abp Peter Kwasi Sarpong (2002 – 2008)
- Biskupi diecezjalni
  - Abp Peter Kwasi Sarpong (1969 – 2002)
  - Bp Joseph Amihere Essuah (1962 – 1969)
  - Bp André van den Bronk, S.M.A. (1952 – 1962)
  - Bp Hubert Joseph Paulissen, S.M.A. (1950– 1952)
- Wikariusze apostolscy  Kumasi
  - Bp Hubert Joseph Paulissen, S.M.A. (1932– 1950)